# Slava Mogutin

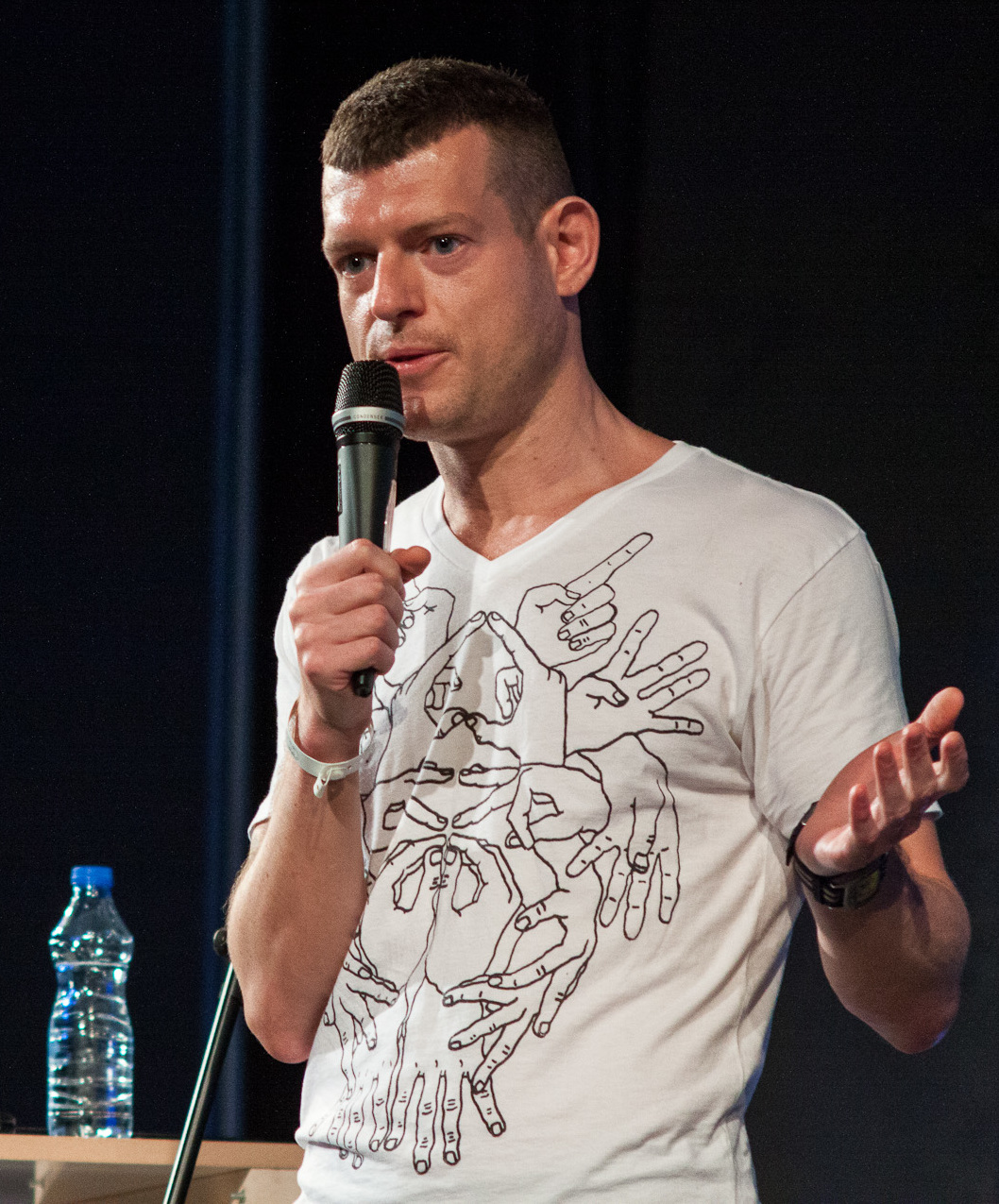
Slava Mogutin (2012)

Slava Mogutin (eigentlich Jaroslaw Jurjewitsch Mogutin, russisch Ярослав Юрьевич Могутин; * 12. April 1974 in Kemerowo) ist ein russischer Journalist, Autor und Fotograf. Aufgrund drohender Strafverfolgung infolge seiner investigativen und provokanten Arbeiten sah Mogutin sich 1995 gezwungen, Russland zu verlassen. Er erhielt politisches Asyl in den USA und arbeitet seitdem vorwiegend in New York.

## Leben
Mogutin wuchs in der sibirischen Industriestadt Kemerowo auf. Nach der Scheidung seiner Eltern trennte er sich von der Familie und kam als 14-Jähriger nach Moskau. Als Lebensgefährte des Verlegers Alexander Schatalow (* 1957) etablierte sich Mogutin schnell der Moskauer Literatur- und Medienszene. So arbeitete er u. a. als Journalist für die Nesawissimaja gaseta, die Moscow News oder das Magazin Stoliza. Anfang der 1990er Jahre besorgte er eine Gesamtausgabe des Werks von Jewgeni Charitonow im Verlag Glagol (Глагол). Mogutin wurde als erster offen schwuler Journalist in den russischen Mainstream-Medien bekannt. Nach Veröffentlichung sexueller Ausschreitungen ehemaliger Komsomolfunktionäre und dem Outing mehrerer prominenter Persönlichkeiten begannen Ermittlungen und Drohungen gegen Mogutin.
1995 verließ Mogutin Russland auf Anraten seines Anwalts. Mit Unterstützung US-amerikanischer Organisationen erhielt Mogutin politisches Asyl in den USA.
Seit seiner Übersiedlung in die USA arbeitet Mogutin als Autor, Fotograf, Übersetzer, Schauspieler, Model, und Pornodarsteller.
Im Jahre 2000 kehrte Mogutin erstmals nach Russland zurück. Während seines Aufenthalts erhielt er für sein lyrisches Werk den Andrei-Bely-Preis, der als ältester unabhängiger Literaturpreis in Russland gilt.

## Werk

### Texte
Zu Mogutins Textarbeiten zählen Gedichte, Reportagen, Essays, Interviews und Übersetzungen. Seine Bücher sind zumeist in russischer Sprache erschienen, u. a. die autobiographische Arbeit Amerika in meiner Hose (russisch Америка в моих штанах, 1999) oder die Essays Roman mit Deutschen (russisch Роман с немцем, 2000). Mogutin übersetzte auch Werke von Allen Ginsberg, William S. Burroughs und Dennis Cooper ins Russische.

### Visuelle Arbeiten
Mogutin begann seine fotografische Arbeit nach seiner Emigration in die USA. Seit 1999 wurden seine Bilder in Ausstellungen in Nordamerika und Europa gezeigt und in renommierten Zeitschriften wie Visionaire, i-D, Face oder Stern veröffentlicht. Bei Powerhouse Books erschienen 2006 und 2008 die Fotobände Lost Boys und NYC Go-Go.
Als Schauspieler wirkte Mogutin u. a. in Bruce LaBruces Skin Flick (1999), in Laura Colellas Stay Until Tomorrow (2003) sowie in etlichen Pornoproduktionen des russischstämmigen Regisseurs Michael Lucas mit.